# 1847

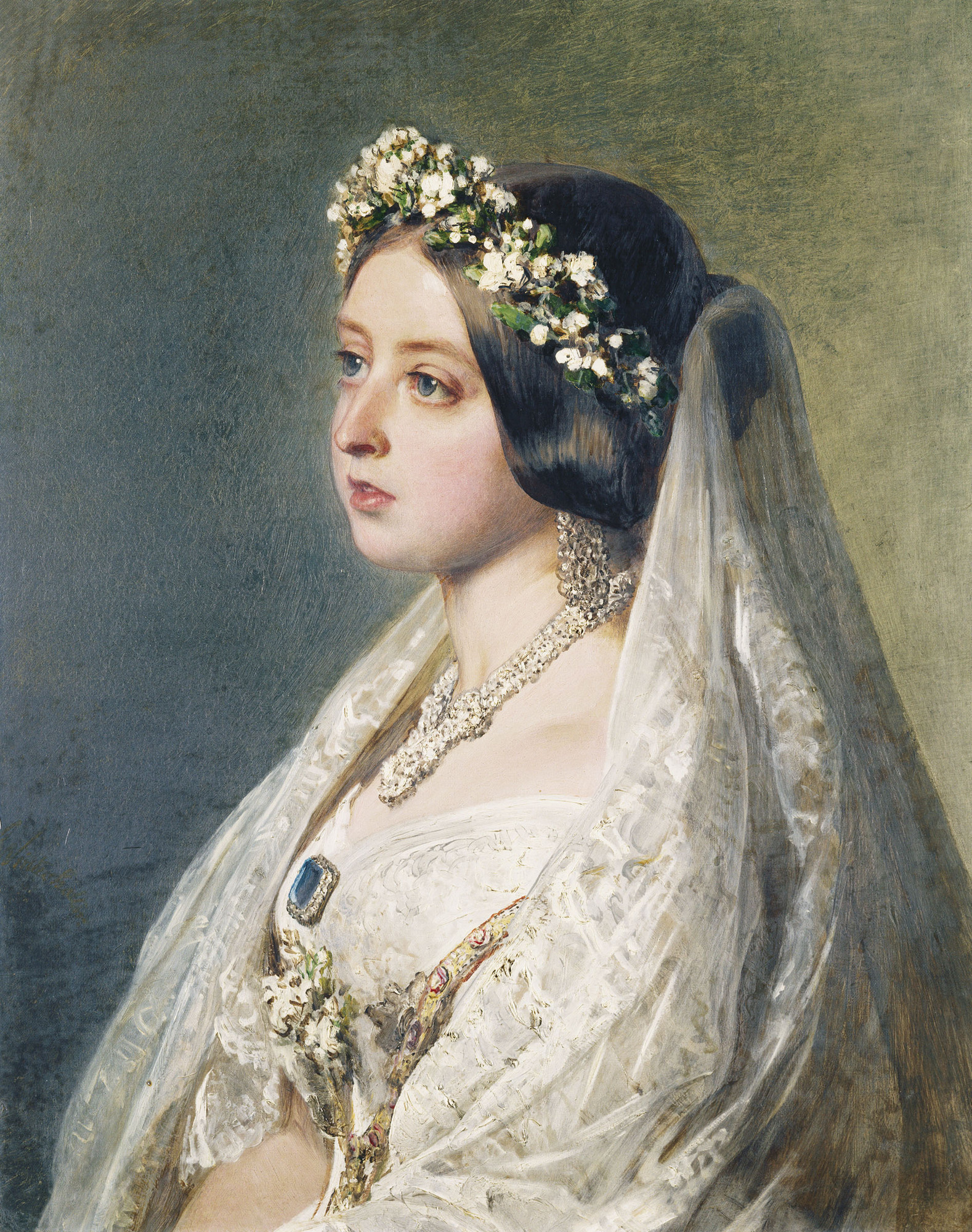
Koningin Victoria door Franz Xaver Winterhalter, 1847

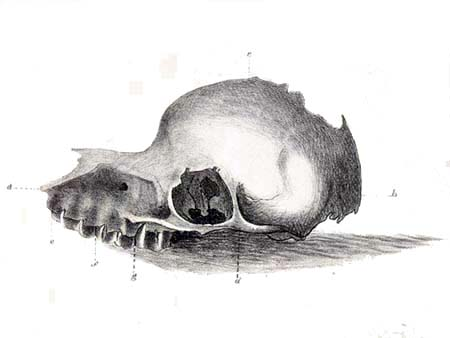
Afbeelding van een bunyip-schedel uit The Tasmanian Journal of Natural Science, januari 1847

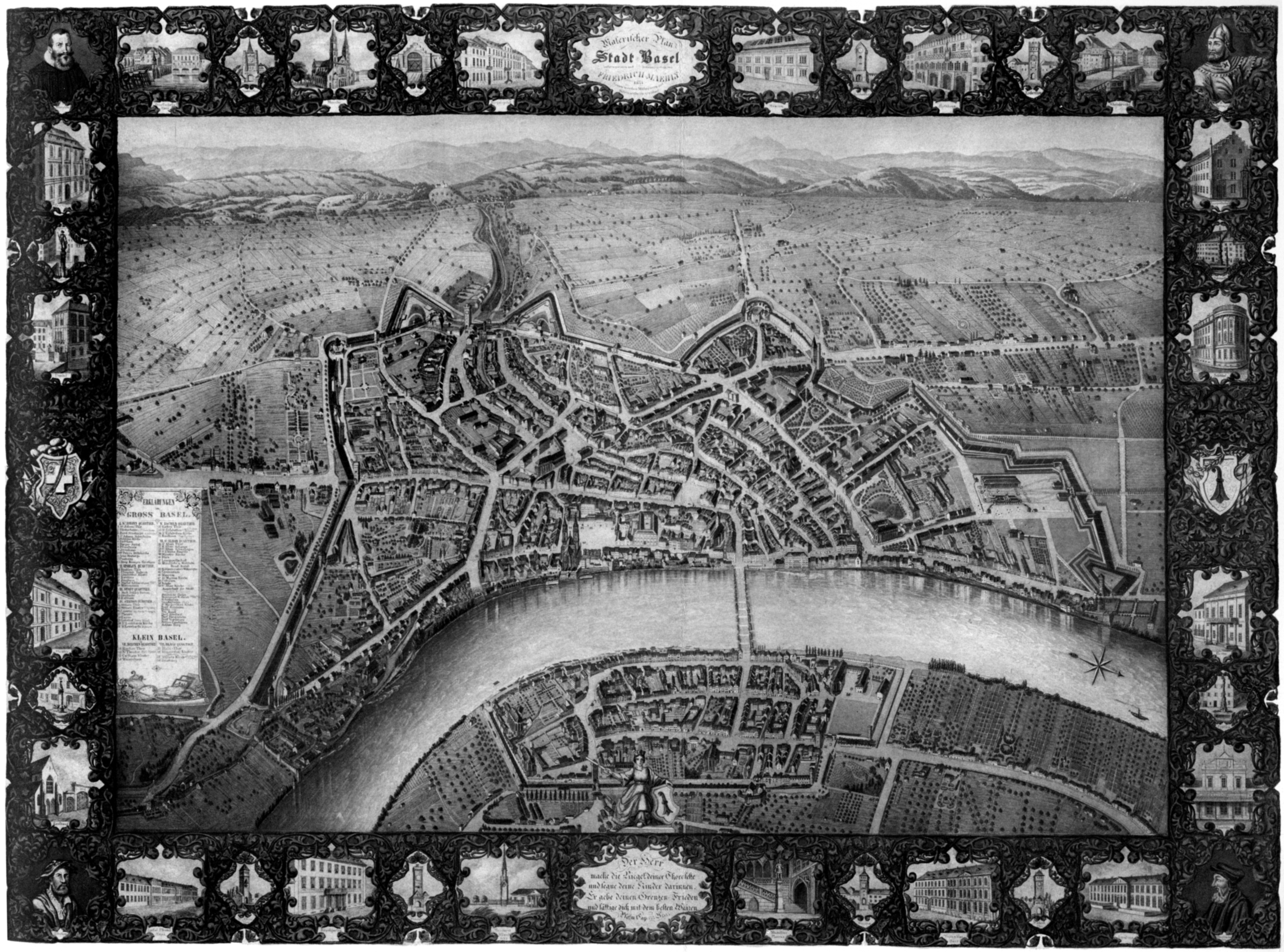
Bazel, 1847

Het jaar 1847 is het 47e jaar in de 19e eeuw volgens de christelijke jaartelling.

## Gebeurtenissen
- De Great Famine, oftewel de Grote Hongersnood, is de periode van voedselschaarste, die Ierland treft in de winter van 1846/1847.

januari
- 13 - Mexico staat Californië af aan de Verenigde Staten.

februari
- 23 - Mexicaans-Amerikaanse Oorlog: Slag bij Buena Vista, Zachary Taylor verslaat Antonio López de Santa Anna.

maart
- 1 - Faustin Soulouque roept zich uit tot keizer van Haïti.
- 9 - Mexicaans-Amerikaanse Oorlog: Amerikaanse troepen landen in Vera Cruz.
- 18 - In Nederland wordt het eerste openbare telegram verzonden over de particuliere lijn Amsterdam-Rotterdam van de Hollandsche IJzeren Spoorweg-Maatschappij. Het betreft een bericht van de Nederlandsche Handel-Maatschappij over het verloop van de koffieveiling in Amsterdam.

mei
- 31 - De spoorlijn tussen Den Haag en Rotterdam wordt officieel geopend door de HSM met daarin Het Laantje van Van der Gaag. De treinen gaan rijden op 3 juni.

juni
- 20 - Opening van de Sint-Hubertusgalerijen in Brussel.

juli
- 24 - De stad Salt Lake City wordt gesticht.
- 26 - Liberia wordt onafhankelijk.

augustus
- 9 - De Spoorlijn 59 tussen Antwerpen en Gent is voltooid.
- 13 - Koning Willem II der Nederlanden legt de eerste steen van zijn paleis in Tilburg, het hedendaagse Paleis-Raadhuis.
- 20 - Tijdens zijn opmars naar Mexico-Stad verslaan de troepen van de Amerikaanse generaal Winfield Scott de Mexicanen in de Slag bij Padierna. Hiermee neemt de Slag om Mexico-Stad een aanvang.

september
- 13 - Mexicaans-Amerikaanse Oorlog: Slag bij Chapultepec, Mexico-Stad valt in handen van de Amerikanen.

oktober
- 1 - De Amerikaanse Maria Mitchell ontdekt als eerste astronoom een "telescopische komeet", dat is een komeet die niet met het blote oog is waar te nemen.
- 5 - Uit angst voor een revolutie doet Karel Lodewijk van Bourbon-Parma afstand van het hertogdom Lucca en staat zijn land af aan het Habsburgse groothertogdom Toscane.
- 12 - Samen met de mechanicus Johann Georg Halske richt Werner von Siemens  de firma Telegraphen Bauanstalt von Siemens & Halske op. Eerst om in Duitsland telegraaflijnen te bouwen, naderhand ook in de andere Europese landen en Azië.

november
- 21 - De SS Phoenix vergaat op het Michiganmeer in de Verenigde Staten. 200 immigranten uit de Gelderse Achterhoek komen daarbij om het leven.
- 23 - Met de dood van hertog Hendrik van Anhalt-Köthen is het regerend huis uitgestorven. Het hertogdom komt in personele unie met Anhalt-Dessau. Het aantal leden van de Duitse Bond vermindert hierdoor tot 37.
- Sonderbund-oorlog tussen de rooms-katholieke en protestantse kantons van Zwitserland. De oorlog wordt gewonnen door de (liberale) protestantse kantons.

december
- 3 - De gevluchte slaaf Frederick Douglass brengt in Rochester de eerste editie uit van zijn anti-slavernij courant: de North Star.
- 8 - De Nederlandse regering geeft in een Koninklijk Besluit spoorbedrijven toestemming om hun telegraaflijnen open te stellen voor het publiek. Voorwaarde is, dat de tekst van de telegrammen wordt bewaard in een boek, dat regelmatig door de burgemeesters moet worden gecontroleerd.
- 11 - De Britse spoorwegen voeren een standaardtijd in en gaan over van de lokale middelbare tijd naar Greenwich Mean Time.
- 16 - oprichting van de Koninklijke Nederlandsche Zeil en Roeivereeniging in Muiden, de oudste watersportclub van Nederland.
- 21 - De Algerijnse opstandeling Abd al-Kader geeft zich over aan de Fransen.
- 25 - Het waterschap de Polder van Berlicum wordt opgericht.
- 29 - De Abdij op de Katsberg krijgt de erkenning van de Trappistenorde.

## Muziek
- Giuseppe Verdi schrijft de opera Macbeth
- Friedrich von Flotow schrijft de opera De markt van Richmond
- Jacques Offenbach componeert de opéra-comique L'alcôve
- Franz Liszt componeert Hungarian Rhapsody no.2

### Premières
- 1 januari: eerste uitvoering van Concertouverture nr. 3 van Niels Gade
- 9 december: eerste uitvoering van Symfonie nr. 3 van Niels Gade

### Publicaties in het Engels
- Jane Eyre van Charlotte Brontë. Het boek werd eveneens gepubliceerd onder het pseudoniem Ellis Bell. De eerste Nederlandse vertaling verscheen al twee jaar later, in 1849.

- Wuthering Heights van Emily Brontë. Het boek werd gepubliceerd onder het pseudoniem Ellis Bell. De eerste Nederlandse vertaling verscheen in 1939 onder de titel Huis der stormen.

## Beeldende kunst

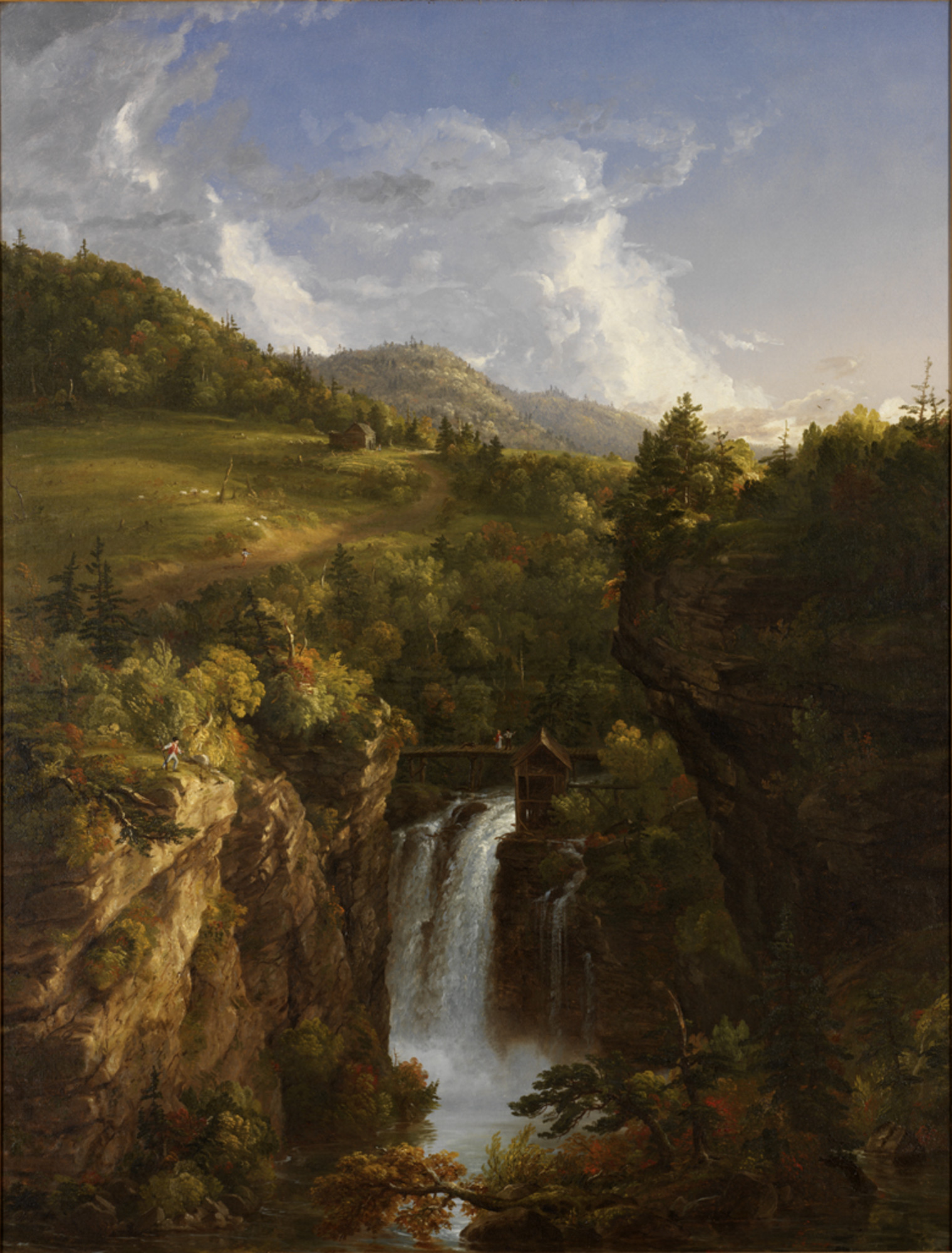
Genesee Scenery (1847) Thomas Cole, Museum of Art, Rhode Island
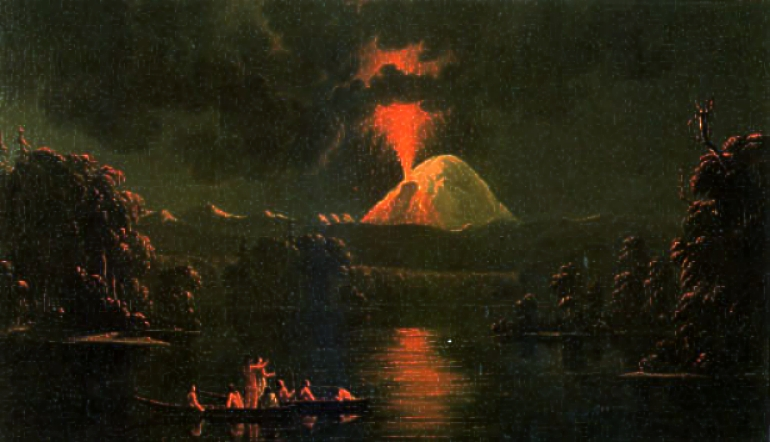
De uitbarsting van Mount St. Helens (1847) Paul Kane, Royal Ontario Museum
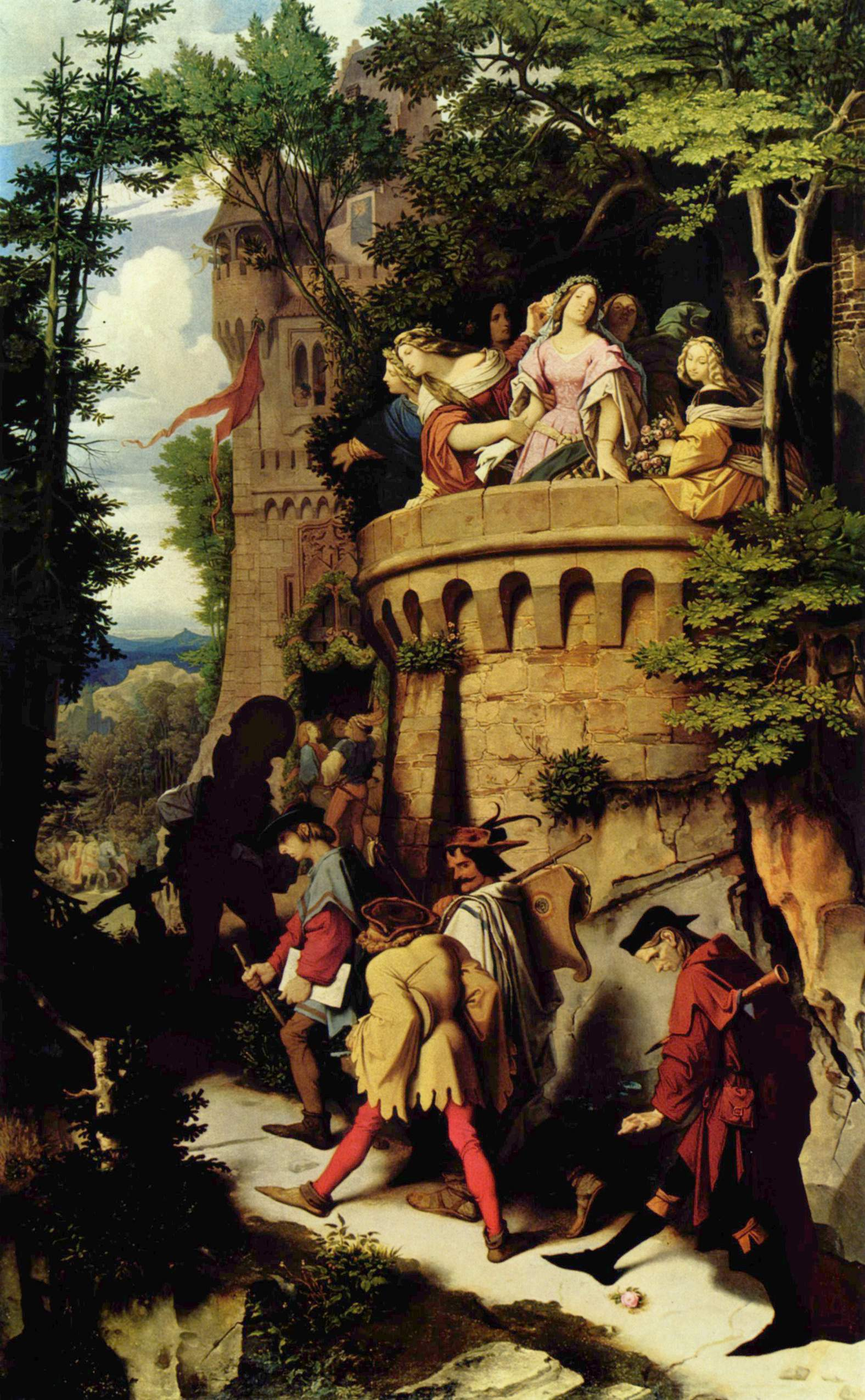
Rose'(1847) Moritz von Schwind

## Bouwkunst

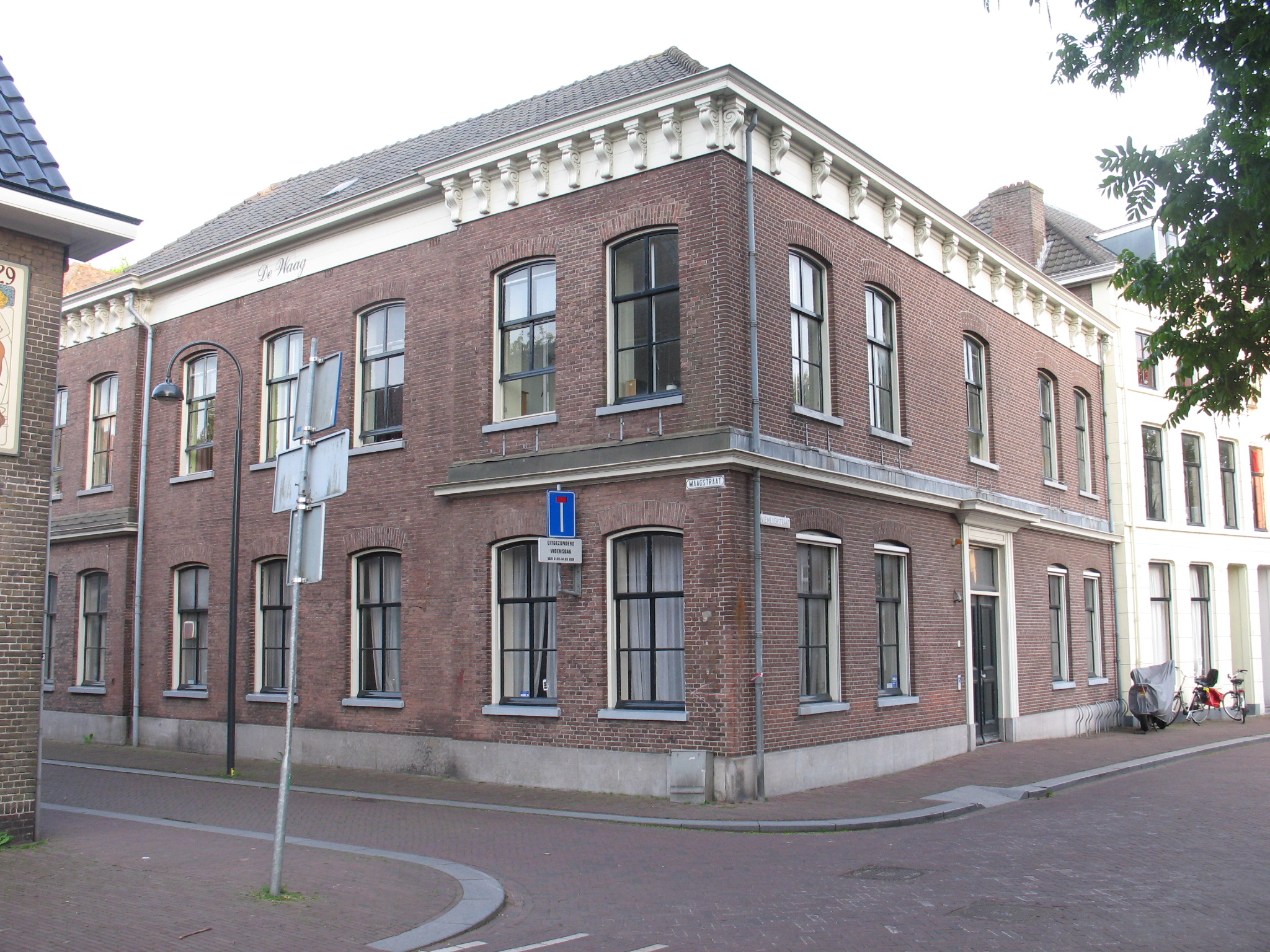
Waag (Wageningen) (1847)

## Geboren

### januari
- 1 - Margaretha van Bourbon-Parma, prinses van Bourbon-Parma (overleden 1893)
- 11 - Hendrik Goeman Borgesius, Nederlands staatsman (overleden 1917)
- 27 - Dorus Rijkers, Nederlands zeevaarder en redder van schipbreukelingen (overleden 1928)
- 29 - Philip H. Diehl, Amerikaans technicus en uitvinder (overleden 1913)

### februari
- 11 - Thomas Edison, Amerikaans uitvinder (overleden 1931)
- 17 - Otto Blehr, Noors politicus (overleden 1923)

### maart
- 2 - Cayetano Arellano, Filipijns rechter (overleden 1920)
- 3 - Alexander Graham Bell, Schots uitvinder (overleden 1922)
- 11 - Sidney Sonnino, Italiaans staatsman (overleden 1922)
- 27 - Otto Wallach, Duits scheikundige en Nobelprijswinnaar (overleden 1931)

### april
- 10 - Joseph Pulitzer, Amerikaans krantenmagnaat en uitgever, naamgever van de Pulitzer-prijs voor journalistiek (overleden 1911)

### juli
- 2 - James Sykes Gamble, Engels botanicus (overleden 1925)
- 9 - Edwin Houston, Amerikaans elektrotechnicus en uitvinder (overleden 1914)
- 14 - Edouard Willems, Belgisch notabele (overleden 1927)

### augustus
- 15 - Jacobus Cornelius Meeuwissen, apostolisch vicaris van Suriname (overleden 1916)
- 22 - John Forrest, Australisch ontdekkingsreiziger, eerste premier van West-Australië en kabinetsminister in Australiës eerste federale regering (overleden 1918)
- 30 - Morton Betts, Engels voetballer en cricketspeler (overleden 1914)

### september
- 5 - Jesse James, Amerikaans 'outlaw' (overleden 1882)
- 11 - Mary Watson Whitney, Amerikaans sterrenkundige (overleden 1921)
- 14 - William Edward Ayrton, Brits natuurkundige en elektrotechnicus (overleden 1908)
- 14 - Pavel Jablotsjkov, Russisch elektrotechnicus (overleden 1894)
- 30 - Wilhelmina Drucker, Nederlands feministe, politica, vredesactiviste en schrijfster (overleden 1925)
- 30 Wilhelm Christiaan Nieuwenhuijzen, Nederlands beroepsmilitair en publicist (overleden 1913)

### oktober
- 2 - Paul von Hindenburg, Duits opperbevelhebber tijdens de Eerste Wereldoorlog (overleden 1934)
- 18 - Aleksandr Lodygin, Russisch elektrotechnicus en uitvinder (overleden 1923)
- 22 - Koos de la Rey, Zuid-Afrikaans generaal (overleden 1914)

### november
- 6 - Olaus Andreas Grøndahl, Noors componist, muziekpedagoog en dirigent (overleden 1923)
- 8 - Bram Stoker, Iers schrijver (overleden 1912)
- 26 - Dagmar van Denemarken, Deens prinses en later tsarina van Rusland, echtgenote van Alexander III van Rusland (overleden 1928)

### december
- 1 - Agathe Backer-Grøndahl, Noors componiste, muziekpedagoge en pianiste (overleden 1907)

## Overleden
februari
- 11 - Andrew Clarke (circa 55), 3e gouverneur van West-Australië
- 17 - William Collins (58), Engels kunstschilder
- 19 - José Joaquín de Olmedo (66), Ecuadoraans politicus

april
- 23 - Erik Gustaf Geijer (64), Zweeds schrijver, historicus, dichter, filosoof en componist

juni
- 11 - John Franklin (61), Brits marineofficier en ontdekkingsreiziger.

oktober
- 1 - Josephus Augustus Knip (70), Nederlands kunstschilder

november
- 4 - Felix Mendelssohn Bartholdy (36), Duits componist
- 18 - Frits Rosenveldt (78), Nederlands acteur

december
- 11 - Thomas Barker (±78), Brits kunstschilder

## Weerextremen in België
- 10 maart: laagste etmaalgemiddelde temperatuur ooit op deze dag: -6.4 °C.
- 11 maart: laagste etmaalgemiddelde temperatuur ooit op deze dag: -6.4 °C en laagste minimumtemperatuur: -10.8 °C. Dit is de laagste minimumtemperatuur ooit in de maand maart.
- 12 maart: laagste minimumtemperatuur ooit op deze dag: -8.5 °C.
- 16 april: laagste etmaalgemiddelde temperatuur ooit op deze dag: 2,0 °C.
- 3 september: laagste etmaalgemiddelde temperatuur ooit op deze dag: 10,6 °C.
- september: september met laagste gemiddelde dampdruk: 10,9 hPa (normaal 13,5 hPa).

Bron: KMI Gegevens Ukkel 1901-2003  met aanvullingen 